# Alfred Dunhill Kampioenschap 2009
Het Alfred Dunhill Kampioenschap 2009 - officieel het Alfred Dunhill Championship 2009 - was een golftoernooi dat liep van 10 tot en met 13 december 2009 en werd gespeeld op de Leopard Creek Golf Club in Mpumalanga. Het toernooi maakte deel uit van de Sunshine Tour 2009/10 en de Europese PGA Tour 2010, het eerste toernooi van het Europese PGA-seizoen.

## Het toernooi

#### Ronde 1
Van de 156 deelnemers hebben 74 spelers de Zuid-Afrikaanse nationaliteit. Bekende namen hierbij zijn Ernie Els, Charl Schwartzel, Richard Sterne en Des Terblanche. Vanuit Nederland speelt alleen Joost Luiten mee, vanuit België alleen Nicolas Colsaerts.
Na de eerste ronde gaat Ulrich van den Berg aan de leiding met een ronde van 64. De Zweed Pelle Edberg volgt met 65, en de derde plaats wordt gedeeld door de Italiaan Edoardo Molinari en de Zuid-Afrikaan Titch Moore met een score van 66. Luiten maakt 70 (-2) en Colsaerts 71 (-1). De par van de baan is 72.

#### Ronde 2
09:30 uur: Luiten staat op -4 en met een totaal van -6 is hij daarmee 30 plaatsen gestegen naar een gedeeld 5de plaats. Hij moet nog vier holes spelen. Colsaerts kan zijn draai niet vinden en heeft zelfs twee dubbelbogeys gemaakt.

15:00 uur: Ernie Els, Edoardo Molinari, Ulrich van den Berg en Pablo Martín delen de leiding met een score van -9, maar de laatste twee lopen nog in de baan, net als 55 andere spelers. Luiten is op -4 geëindigd maar is door veel spelers ingehaald en staat op een gedeelde 30-ste plaats. Colsaerts heeft de cut gemist.

17:00 uur: Pablo Martín uit Spanje heeft een ronde gemaakt van 63 en staat aan de leiding met -13. Molinari en Ernie Els delen de tweede plaats. Van den Berg staat gedeeld vierde met Schwartzel, Ariel Canete en Pelle Edberg. De cut is op -1, er zijn 69 spelers overgebleven voor het weekend.

#### Ronde 3
11:00 uur: De mooiste score van het moment is een -6 van Michaël Lorenzo-Vera, die met een totaal van -10 op een gedeelde tweede plaats staat met Jacques Blaauw en Gareth Maybin, die beiden nog enkele holes moeten spelen. Martín heeft zijn voorsprong vergroot tot -15 en staat aan de leiding. Luiten heeft 73 gemaakt en staat met -3 nu 36ste. Ignacio Garrido is de grootste klimmer in deze ronde, hij is binnen met -7 en staat nu op de 12de plaats.
15:30 uur: Iedereen is binnen. Pablo Martín heeft een dubbelbogey op de 14de gemaakt maar staat nog met -14 aan de leiding, Ernie Els en Schwartzel delen de tweede plaats met -12.   

#### Ronde 4
14:00 uur: Pablo Martín staat nog aan de leiding met -17, drie slagen voorsprong op Sion Bebb en Michaël Lorenzo-Vera. Er lopen nog achttien spelers in de baan.
15:45 uur: Ernie Els eindigt met een dubbelbogey en heeft een ronde van +5 gemaakt, waarmee hij op de 17de plaats is geëindigd. Whitnell en Sterne zijn door een ronde van -6 gestegen naar de 4de plaats. Garrido maakt 70 en eindigt op de 11de plaats. Nog even is het spannend, als Martín de laatste drie holes ingaat met twee slagen voorsprong op Schwartzel en deze op hole 16 een birdie maakt. Daarna maakt Schwartzel op hole 17 een bogey, en heeft Martín weer de ruimte. Laagste ronde van het toernooi is een 63 van Pablo Martín.

## Uitslag
De spelers die in de top-10 eindigen kwalificeren zich automatisch voor het volgende toernooi.
- -17  Pablo Martín (68-63-71-69)
- -16  Charl Schwartzel (67-69-68-68)
- -14  Anders Hansen (68-70-68-68)
- -12  Gareth Maybin (68-70-67-71)
- -12  Robert Rock (69-68-70-69)
- -12  Richard Sterne (72-66-72-66)
- -12  Dale Whitnell (70-68-72-66)
- -11  Shiv Kapur (68-71-68-70)
- -11  Michaël Lorenzo-Vera (71-69-66-71)
- -11  Damien McGrane (67-70-72-70)